# Guglielma Pallavicini
Guglielma Pallavicini (rarement Wilhelmina ; morte en 1358) dite la Dame des Thermopyles, est la dernière héritière Pallavicino à régner à Bodonitsa. Elle n'était qu'un enfant lorsqu'elle a succédé à son père Albert en 1311. Elle a partagé le margraviat avec sa belle-mère Maria dalle Carceri et ensuite avec son beau-père Andrea Corner et son mari Bartolomeo Zaccaria . 

## Biographie
La succession de tous les fiefs latins en Grèce était réglée à l'époque de la mort d'Albert par les Assises de Romanie. Par coutume, l'héritage était partagé entre la veuve et la fille. Maria se remaria avec Andrea Corner afin de protéger le margraviat des incursions catalanes. 
Guglielma épousa le génois Zaccaria, qui fut capturé alors qu'il repoussait, aux côtés d'Andrea Corner, une invasion d'Alfonso Fadrique d'Athènes. 
En 1334, Bartolomeo mourut et Guglielma épousa Niccolò Zorzi, un Vénitien. Ce mariage a été particulièrement important après la mort de Corner, car il permit à Guglielma de rester à Négrepont et de maintenir comme Venise ses prétentions sur le château de Larmena. Guglielma avait contacté la République pour trouver un mari et Zorzi est arrivé à Bodonitsa en 1335. 
Mais cela n'a pas suffi pour ramener la paix. Venise a confirmé ses prétentions sur Larmena demandant l'arbitrage du bailli de Catherine II, princesse d'Achaïe, le suzerain légal d'Eubée et de Bodonitsa qui prit parti pour Venise mettant à rude épreuve le mariage de Guglielma qui accusa son mari de « lâcheté et de partialité [envers Venise] ».  La bataille qui s'ensuivit entre le mari et la femme fut acharnée.
En 1354, Niccolò mourut et Guglielma installa leur fils aîné, Francis, comme co-dirigeant et revint en bons termes avec Venise. Elle mourut en 1358 et fut remplacée par Francis, laissant deux autres fils qui régneront sur Bodonitsa : Giacomo et Niccolò III.